# Палюх Сергій Анатолійович
Сергій Анатолійович Палюх (нар. 2 січня 1996, Царичанка, Дніпропетровська область, Україна) — український футболіст, захисник.

## Клубна кар'єра
Народився в смт Царичанка, Дніпропетровська область. Вихованець ДЮСШ рідного міста, перший тренер — Микола Іванович Романов. У ДЮФЛУ виступав за дніпропетровські клуби «Ювілейний», ІСТА та «Дніпро». Починаючи з сезону 2013/14 років почав залучатися до матчів юніорської та молодіжної команди Дніпра. У складі молодіжної команди «Дніпра» виграв міжнародний товариський турнір Sait Nagjee Amarsee International Tournament, проте у фінальному поєдинку на поле не виходив. Після вильоту «Дніпра» з Прем'єр-ліги одразу ж у Другу лігу (через санкції, накладені ФІФА) потрапив до заявки на сезон омолодженого дніпропетровського клубу. Дебютував за першу команду «дніпрян» 22 липня 2017 року в нічийному (2:2) домашньому поєдинку 2-о туру групи «Б» Другої ліги проти новокаховської «Енергії». Сергій вийшов на поле в стартовому складі та відіграв увесь матч. Наприкінці листопада 2017 року у ЗМІ з'явилася інформація, що під час зимової перерви сезону 2017/18 років Сергій Палюх залишить команду, проте він залишився грати в команді й надалі. У сезоні 2017/18 років зіграв 29 матчів у Другій лізі. На початку січня 2018 року продовжив контракт з «Дніпром». За підсумками сезону 2017/18 років команда вилетіла до аматорського чемпіонату України. У червні 2018 року відправився на перегляд у ковалівський «Колос», проте Руслану Костишину Сергій не підійшов. У січні 2019 року побував на перегляді в «Металісті 1925», проте у команді не залишився. Разом з «дніпрянами» дійшов до півфіналу аматорського кубку України, в якому в двоматчевій дуелі поступився ФК «Вовчанськ». В аматорському чемпіонаті зіграв 17 матчів та відзначився 3 голами. У 2018 році також грав за новстворений «Дніпро 1918» в чемпіонаті Дніпра з футболу (3 матчі, 1 гол).
На початку липня 2019 року підписав контракт з «Агробізнесом». Дебютував у футболці волочиського клубу 16 серпня 2019 року в переможному (1:0) виїзному поєдинку 1-о туру Першої ліги проти «Металіста 1925». Палюх вийшов на поле на 86-й хвилині, замінивши Андрія Кухарука.

## Кар'єрав збірній
У футболці юнацької збірної України (U-18) зіграв 10 матчів.

## Стиль гри
Виступає переважно на позиції центрального захисника, проте за потреби здатний закрити позиції правого захисника та опорного півзахисника.

## Досягнення
- Переможець Другої ліги України: 2024

## Статистика
Станом на 1 липня 2025 року
| Турніри             | Матчі | Кількість забитих м'ячів |
| ------------------- | ----- | ------------------------ |
| УПЛ (Плей-оф)       | 2     | 0                        |
| Перша ліга України  | 87    | 1                        |
| Кубок України       | 8     | 0                        |
| Друга ліга України  | 34    | 1                        |
| Всього              | 131   | 2                        |
| Прем'єр-ліга (U-21) | 33    | 4                        |
| Прем'єр-ліга (U-19) | 34    | 0                        |
| Всього              | 67    | 4                        |
| Всього за кар'єру   | 198   | 6                        |